# Victoria amazonica
Victoria amazonica és una espècie de planta amb flor, la més grossa dins de la família Nymphaeaceae.

## Descripció
Aquesta espècie té les fulles molt grosses, de més de 3 m de diàmetre, i floten en la superfície de l'aigua a partir d'una tija submergida que fa de 7 a 8 m de longitud. Aquesta espècie abans es deia Victoria regia per la reina Victòria del Regne Unit. La V. amazonica és nadiua d'aigües somes del riu Amazones i apareix en l'escut de la Guaiana. Les flors són blanques la primera nit que s'obren i de color rosa la segona nit. Fan uns 40 cm de diàmetre i són pol·linitzades per coleòpters.

## Classificació

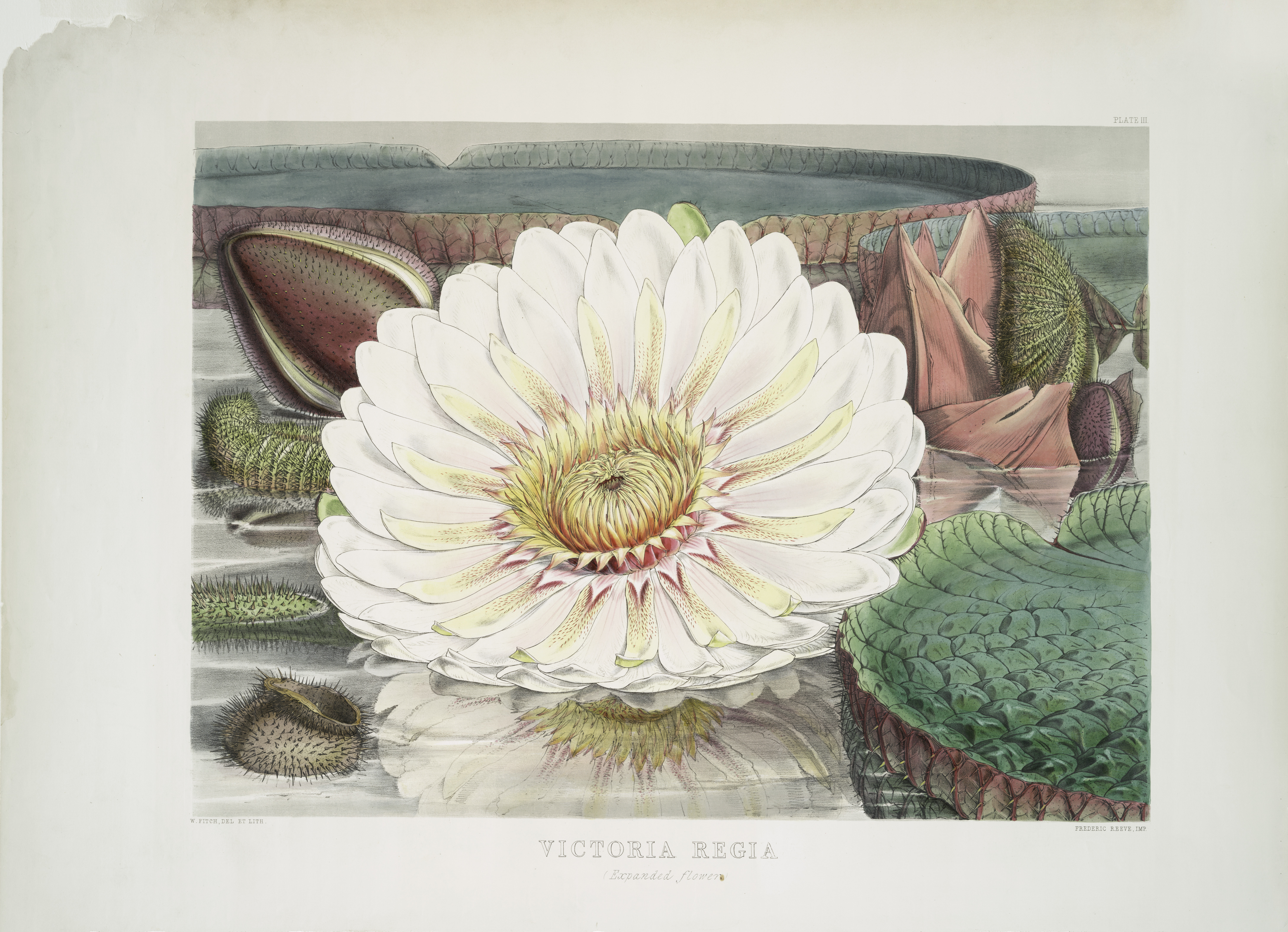
Il·lustració per Fitch, 1851

És un membre del gènere Victoria ubicat en la família Nymphaeaceae o, de vegades, dins Euryalaceae. El primer a descriure'l va ser John Lindley l'octubre de 1837 i li va donar el nom de Victoria regia.
Anteriorment, Eduard Friedrich Poeppig, el 1832, l'havia ubicada en un altre gènere, Euryale amazonica, per afinitat amb Euryale ferox. També Aimé Bonpland la va descriure el 1825.
El 1850, James De Carle Sowerby va reconèixer la descripció de Poeppig i va transferir l'epítet amazonica, però el nom va ser refusat per Lindley. L'actual nom, Victoria amazonica, no es va estendre fins al segle xx.

## Història

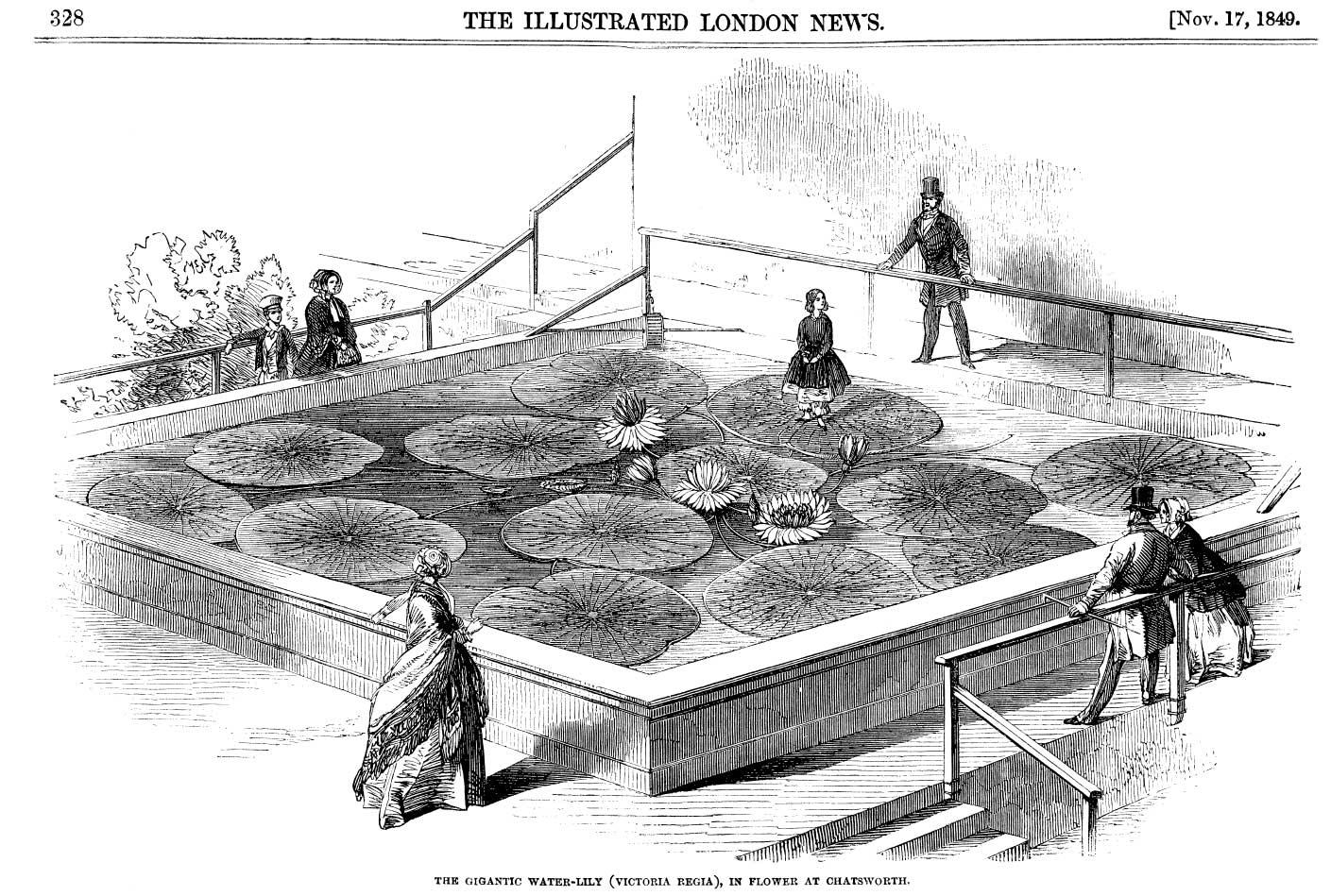
"A la fulla no lligada a disfresses de fades,
reflectida a l'aigua,
estimada, admirada pels cors i els ulls,
es mostra Annie, la filla de Paxton..."

La Victoria regia va ser objecte de rivalitat entre els jardiners britànics d'Anglaterra, que cercaven noves espècies espectaculars i impressionants. Atès que era difícil cultivar aquesta planta durant l'hivern, es feia servir carbó per escalfar l'aigua i l'ambient...
La Victoria amazonica ha excitat la imaginació del públic, i té diverses monografies dedicades.

## Galeria

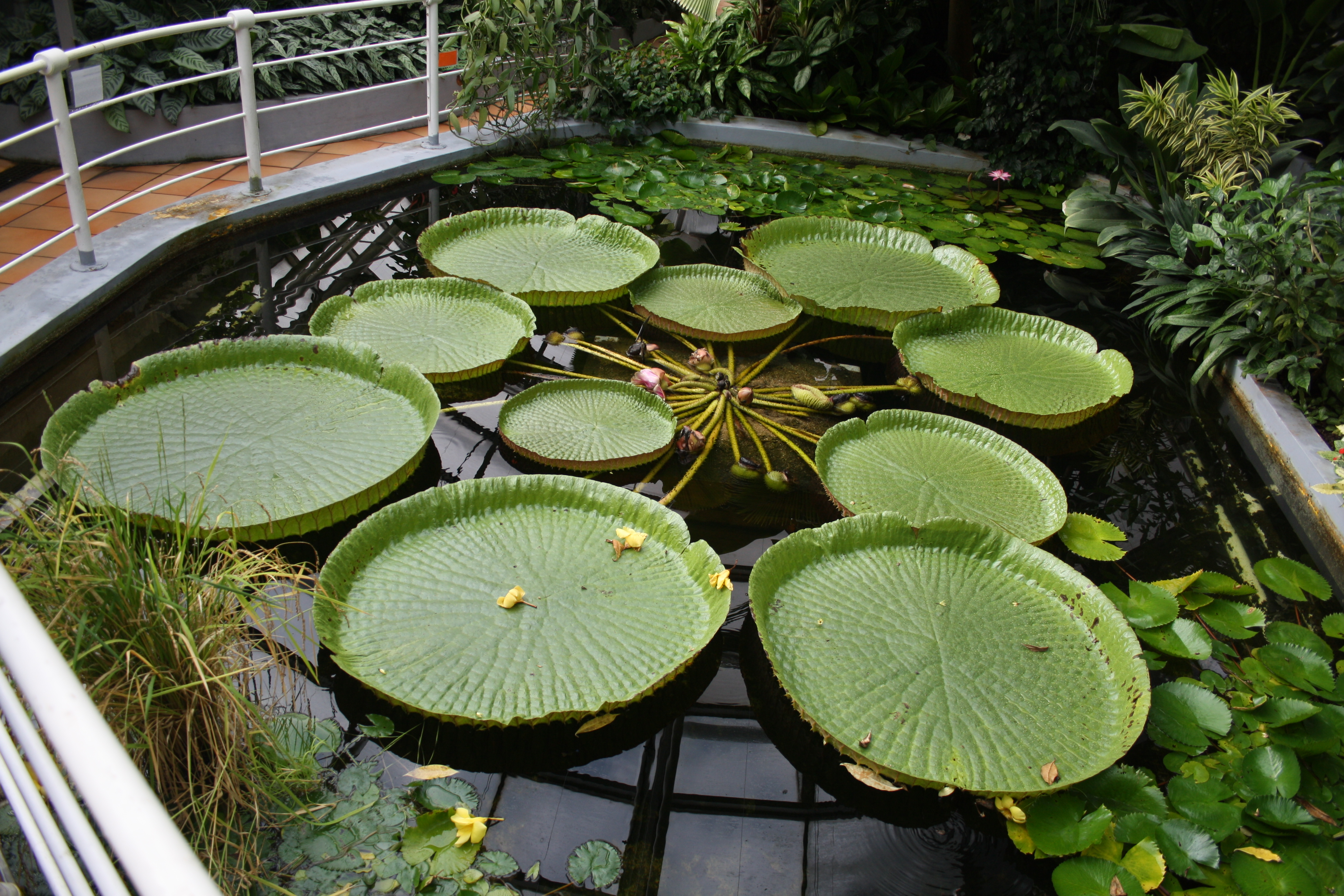
A Brno
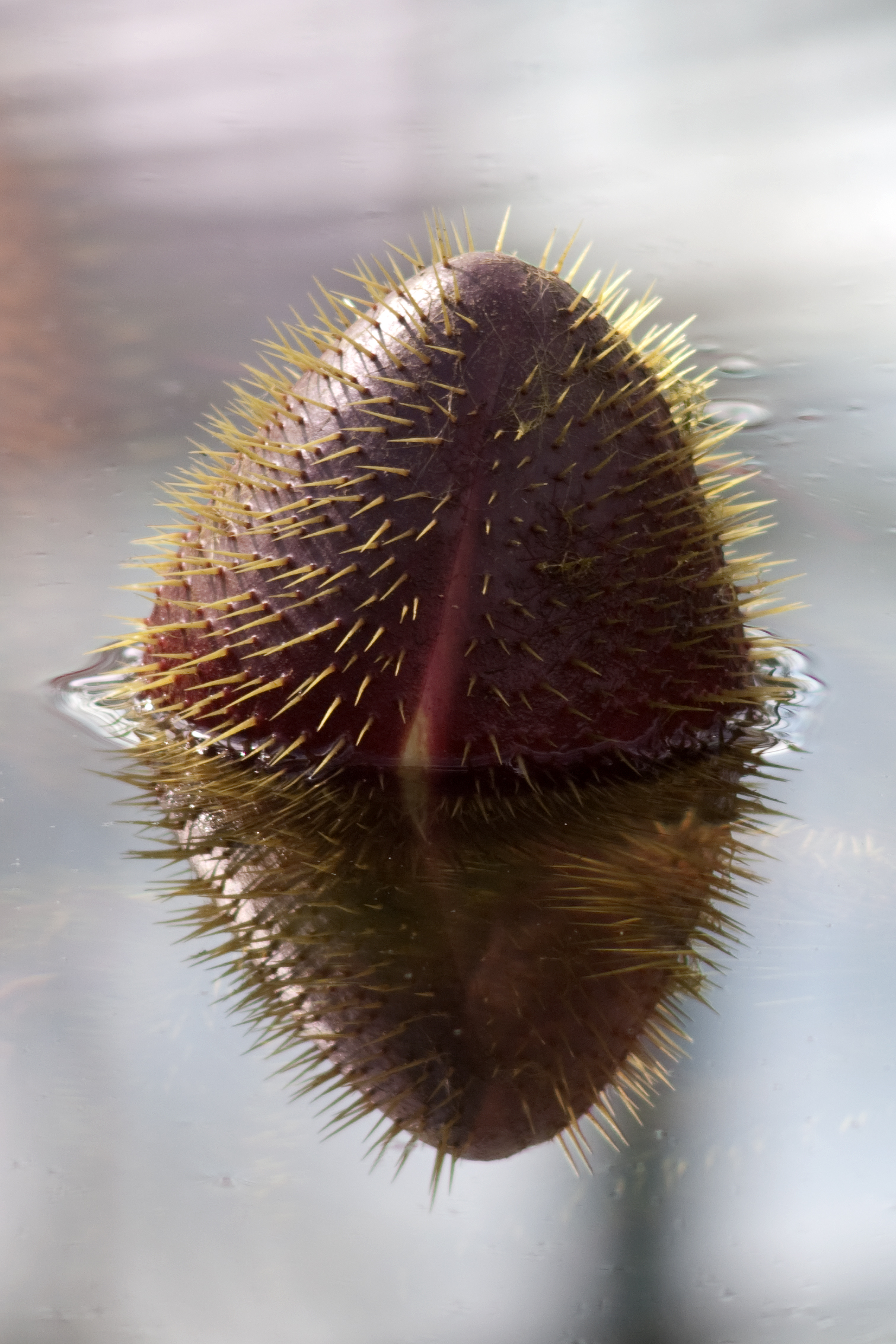
Borró de Victoria amazonica
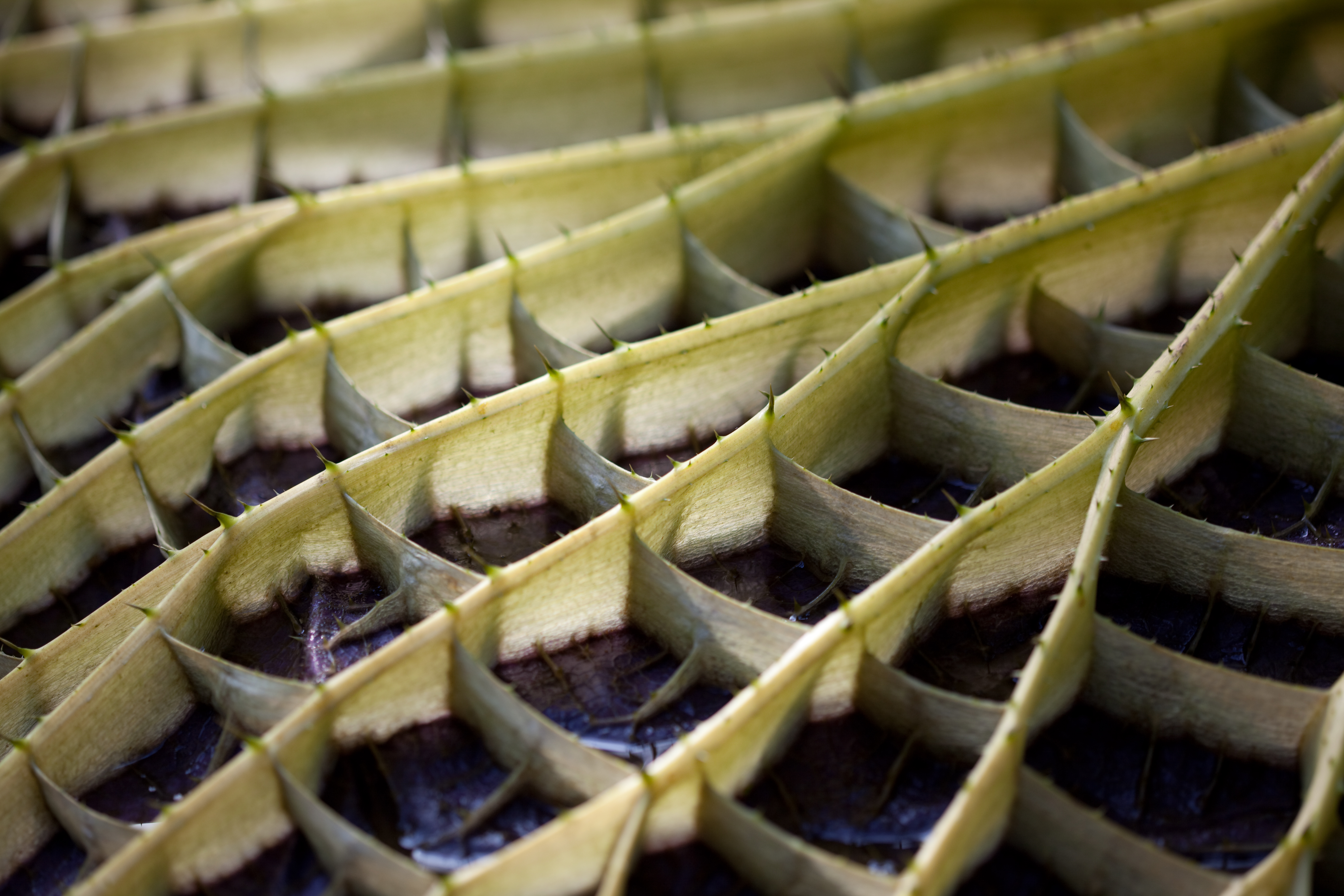
Part de dalt de la fulla
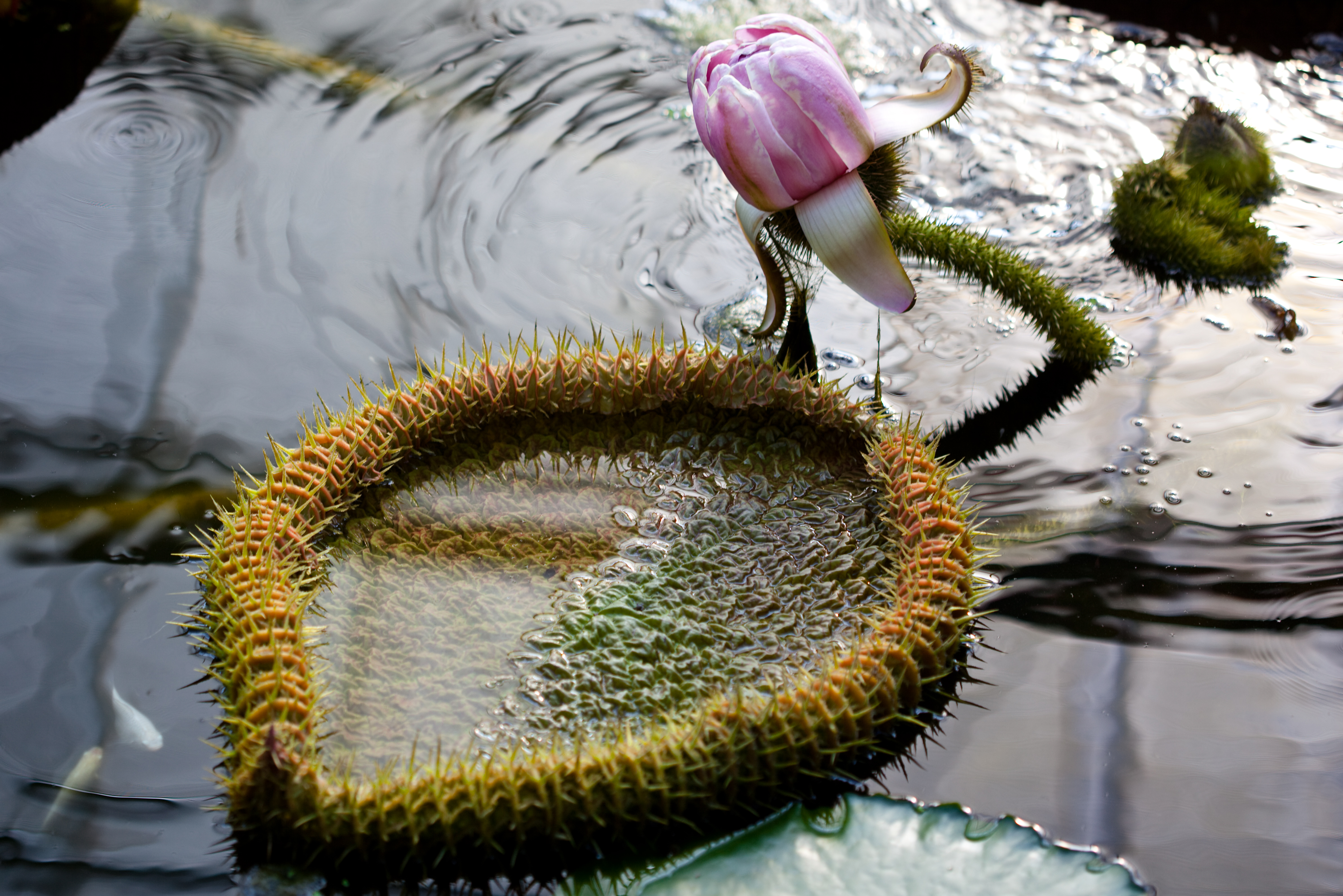
A Kobe Kachoen
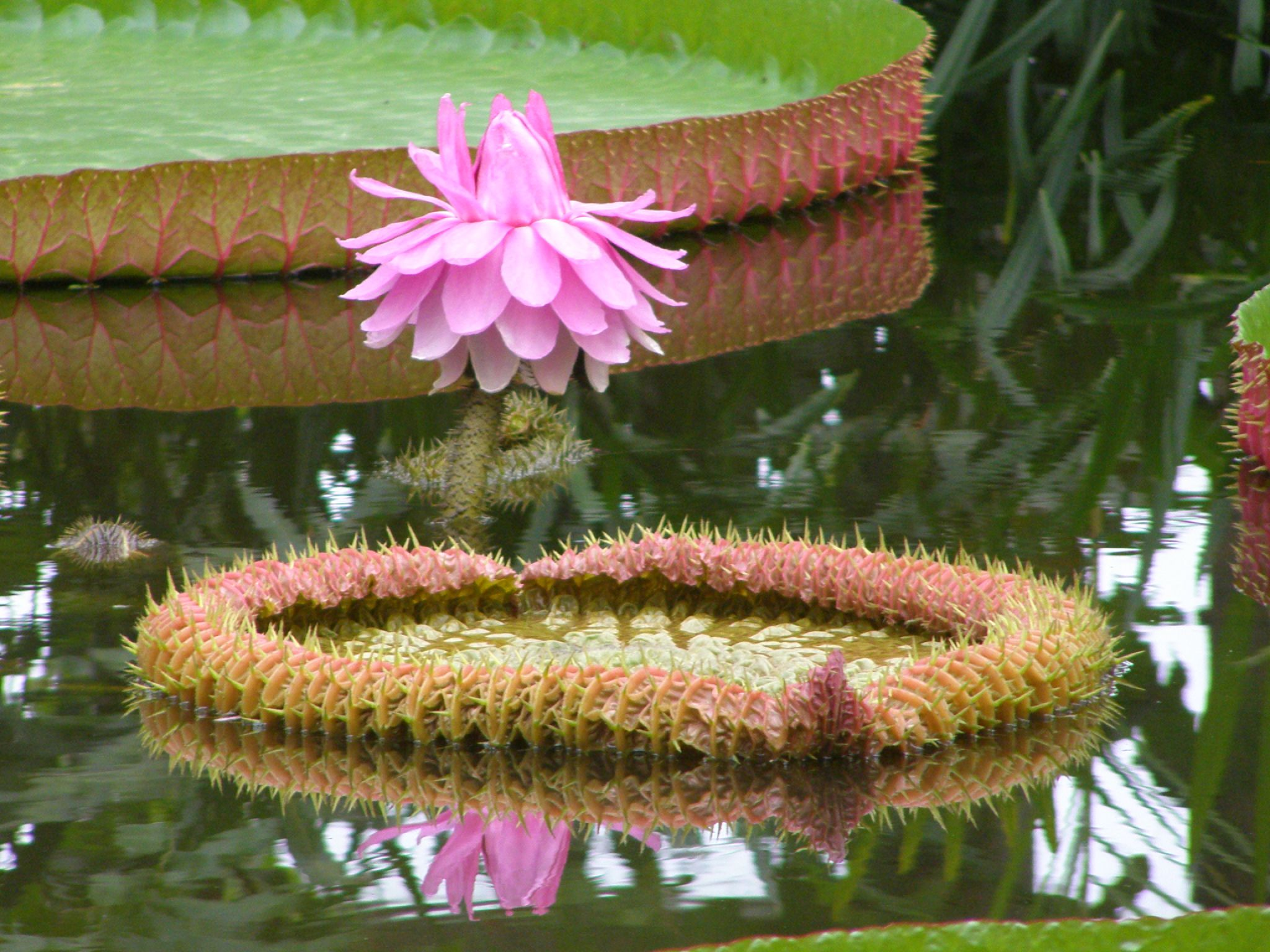
Flor de Victoria amazonica
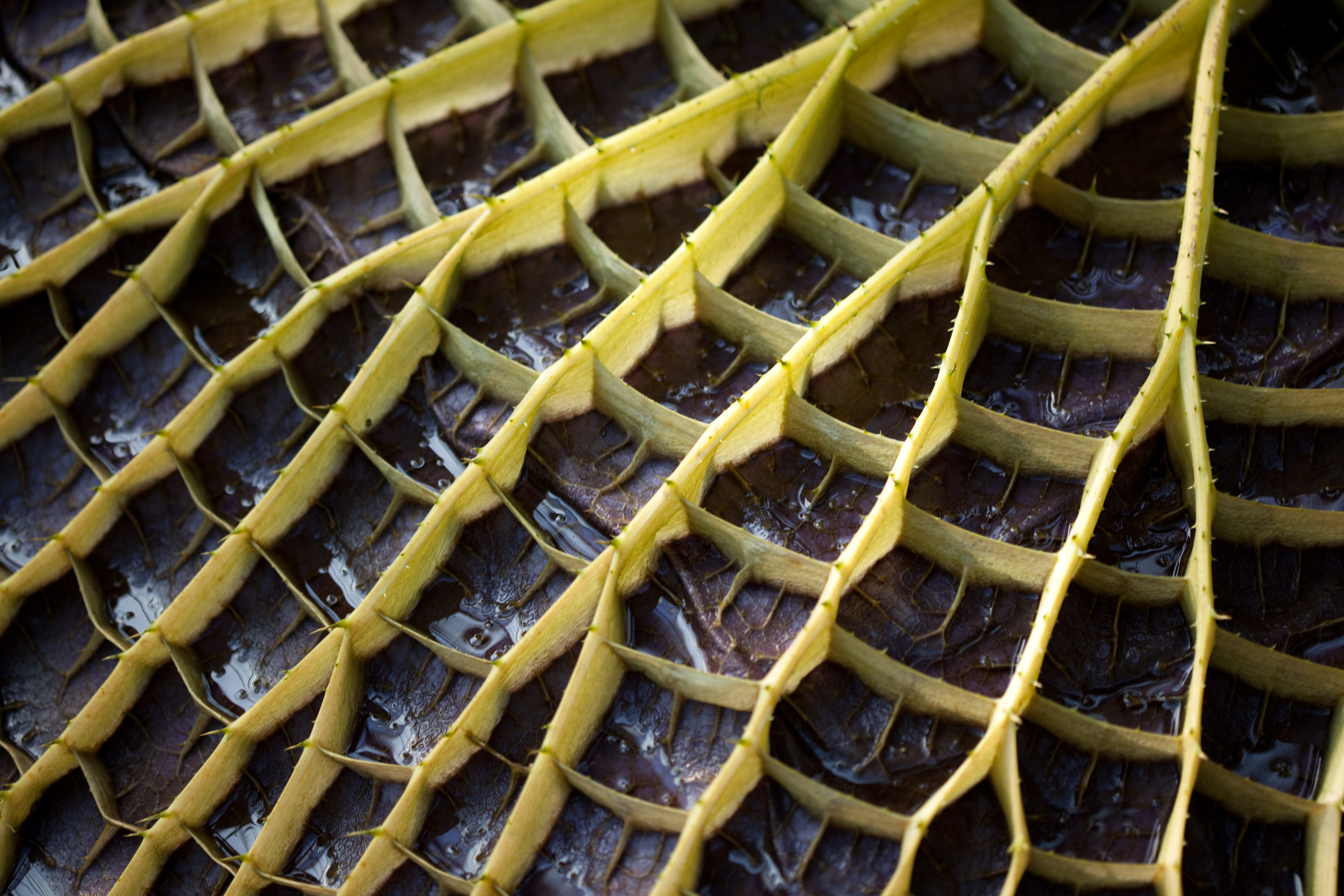
Part de sota de la fulla